# 阿波羅美極屋

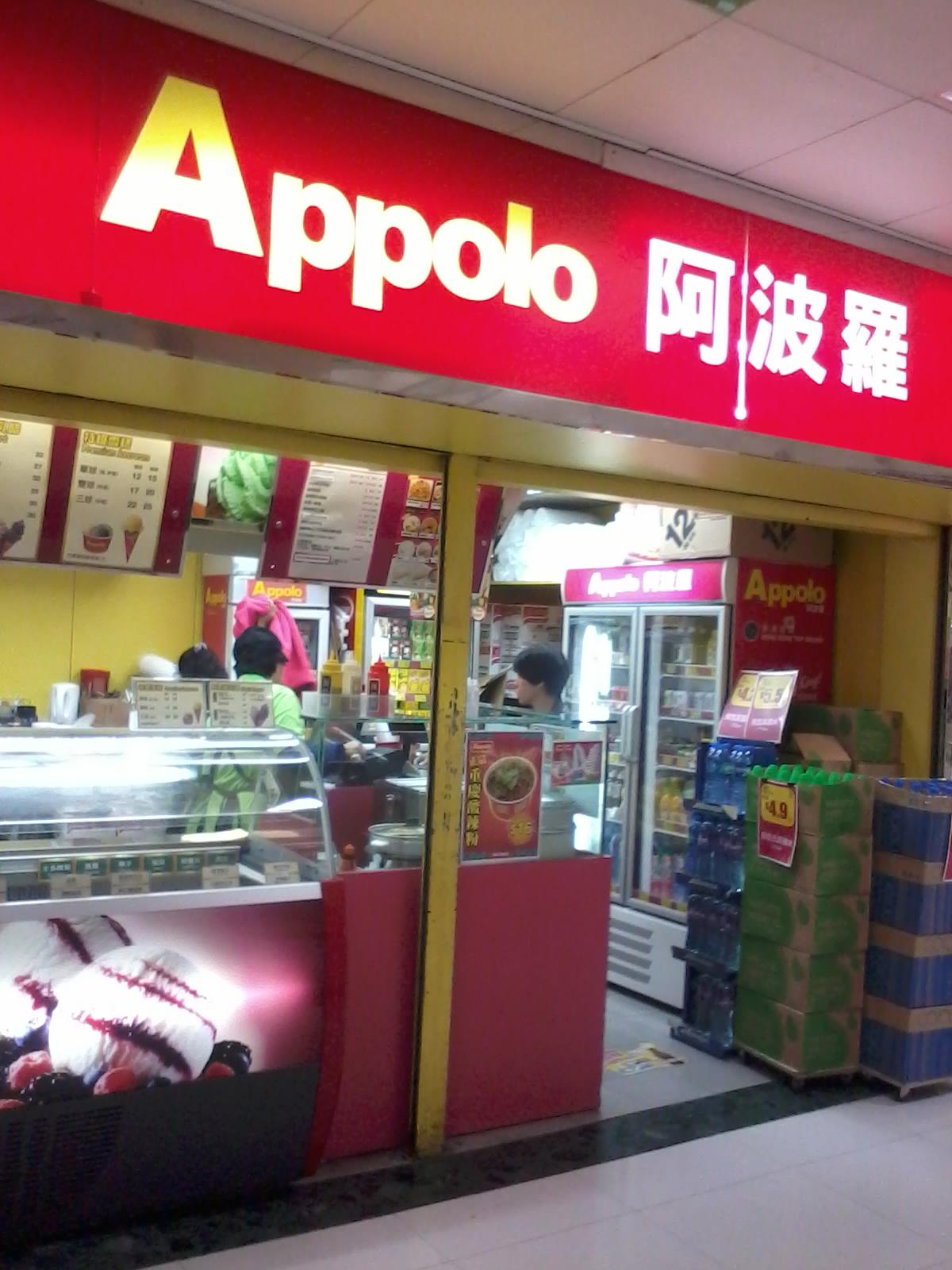
阿波羅美極屋位於大埔廣場分店

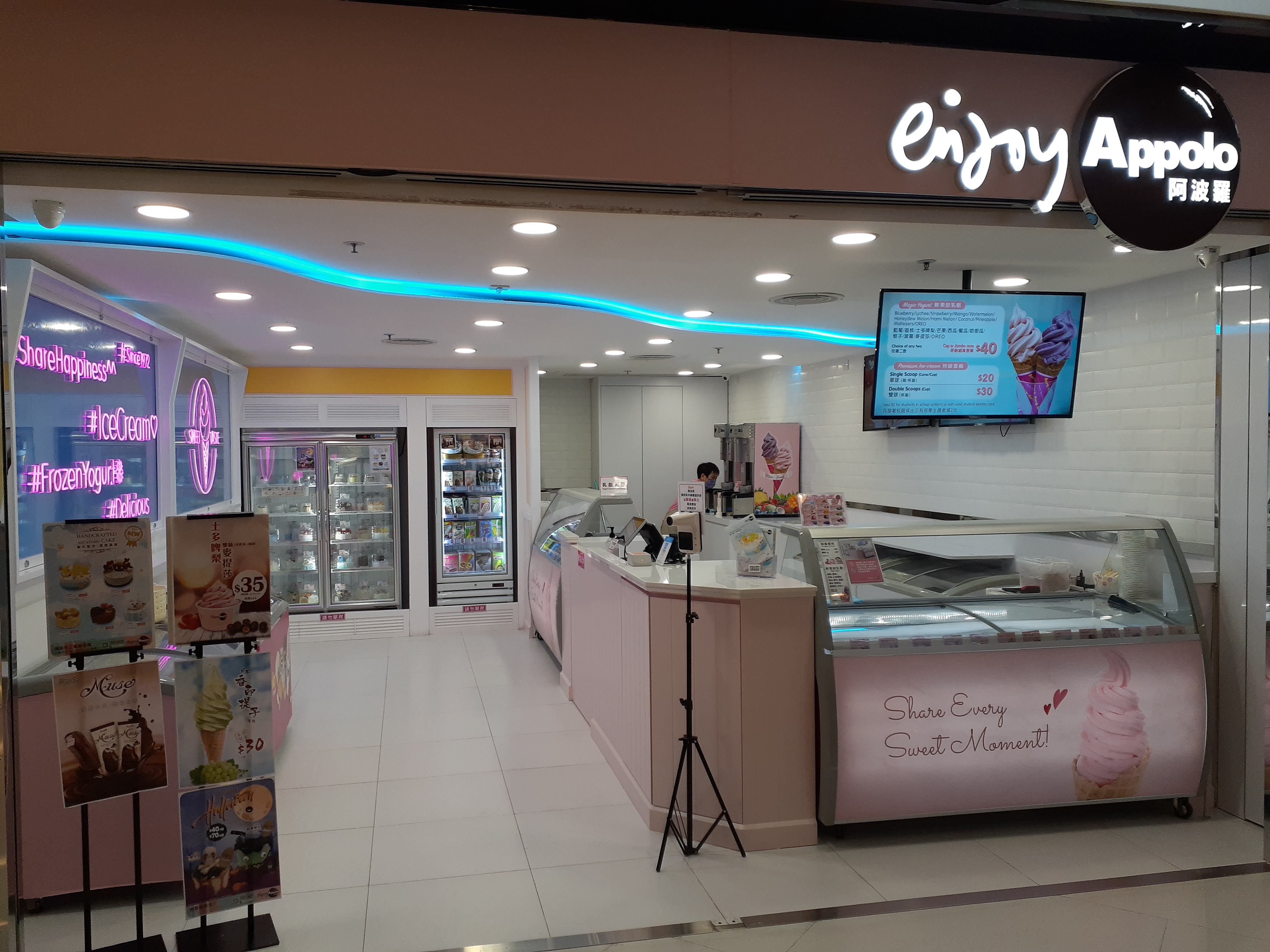
阿波羅美極屋位於荃灣海之戀商場分店

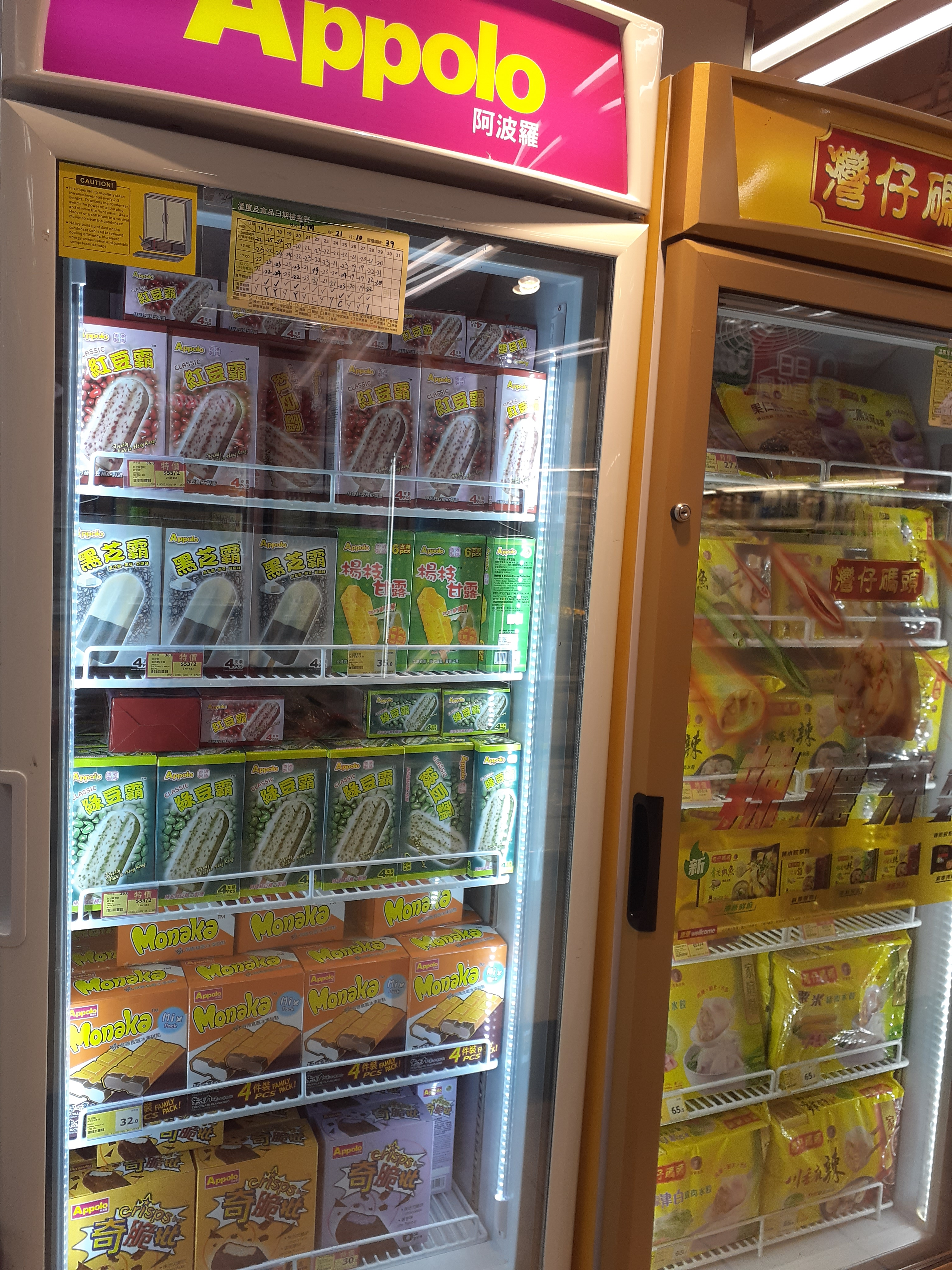
位於惠康超級市場內的冰箱售賣阿波羅產品

阿波羅美極屋（英語：Appolo Magic House），是香港阿波羅雪糕有限公司旗下售賣雪糕及乳酪的品牌及連鎖店。於1972年成立（53年前）。香港總公司與廠房位於葵涌裕林工業大廈，而在廣東省江門市也設有內地廠房。業務除了在香港及澳門設有銷售點外，更於中國內地不同的省份及城市也有開設阿波羅美極屋。截至2020年1月，全香港一共有33間分店。另外在大型連鎖超級市場也有售賣阿波羅產品。

## 歷史
阿波羅雪糕有限公司前稱「奇香村雪糕有限公司」，1986年1月改為現名。但改名前部份旗下的產品已命名「阿波羅」。原先的廠房設於元朗，後來遷至葵涌總部。阿波羅成立後原本只是雪糕品牌以經不同的士多店銷售，而在70年代期間並流行「阿波羅」火箭多雪糕產品。
1981年，阿波羅於尖沙咀開設全香港首間阿波羅雪糕屋，為公司旗下的雪糕專賣店，當時也在多個地方開設分店例如柴灣環翠邨、觀塘順利邨、屯門安定邨、沙田禾輋邨、紅磡商場、荃灣登發大廈等。後來因公司出現虧損因此於1990年全線結業。
1992年8月25日，阿波羅雪糕屋於將軍澳寶林邨重開專賣店，並命名阿波羅美極屋（Magic House），截至1996年，阿波羅已經開設第100家分店。
2003年11月，阿波羅統一「阿波羅雪糕」及「阿波羅美極屋」的商標，並以粉紅色背景及黃色的文字為主題。全香港約70間專賣店也隨即換上全新的商標。而當時剛剛位於尖沙咀天星碼頭及觀塘秀茂坪商場開業的分店也成為全新形象店。
高峰時期，阿波羅曾開設約70間專賣店。但由於店舖租金持續大幅增加，加上公司曾出現虧損。截至2007年只剩下40多間專賣店。

## 產品
阿波羅美極屋除了售賣雪糕及乳酪外，部份分店也設有冰箱售賣急凍食品。

## Enjoy Appolo
2013年5月，阿波羅推出Enjoy Appolo 新概念的產品例如雪糕蛋糕或瑞士卷等，吸引更多元化的元素。及後於多個地方開設Enjoy Appolo全新形象店，現時大部份阿波羅美極屋舊店也陸續改裝成Enjoy Appolo新店。

## 外部連結
- 阿波羅美極屋（页面存档备份，存于）
- Enjoy Appolo Ice Cream（页面存档备份，存于）